# Gottorp

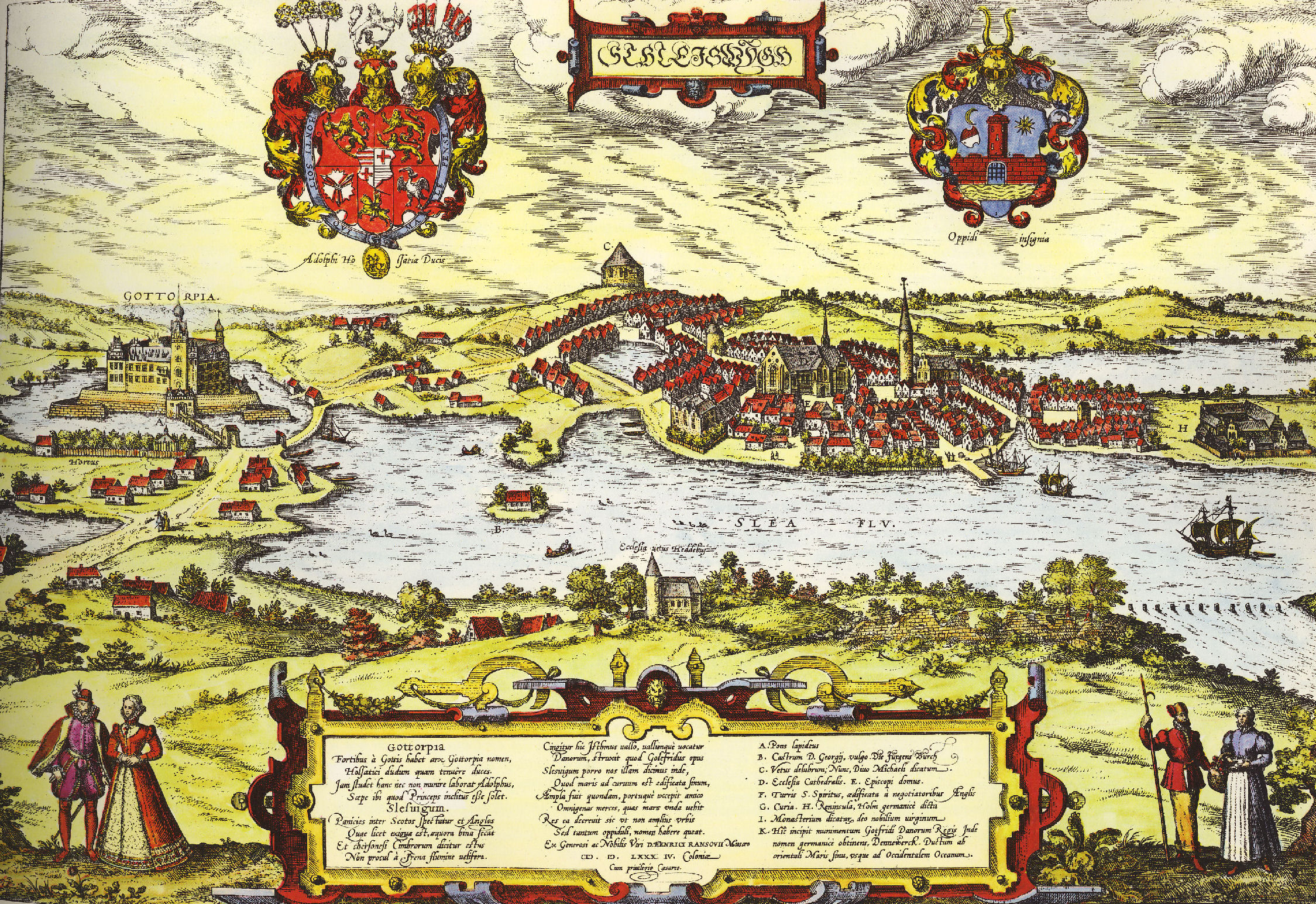
Zamek Gottorp w 1600 r.

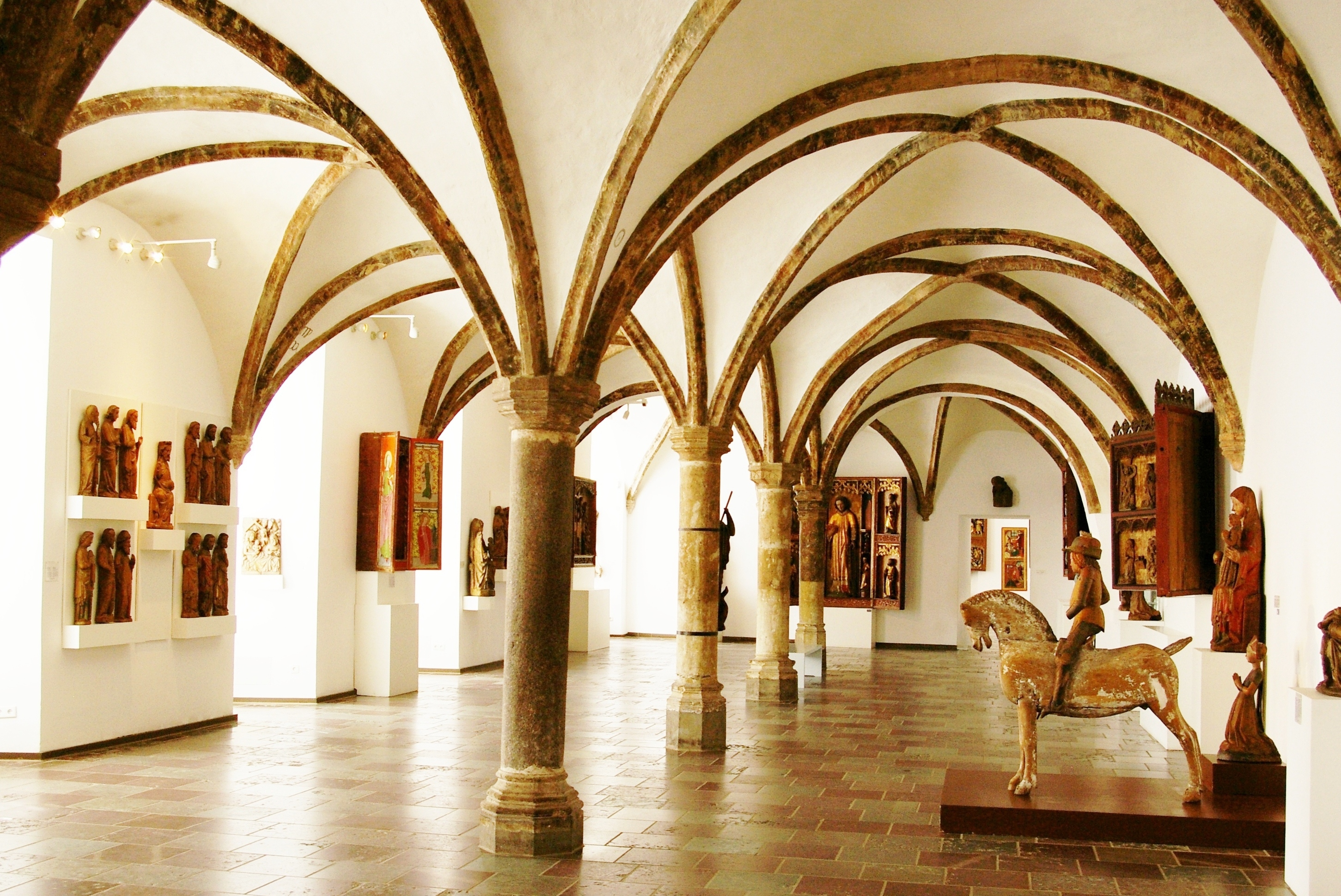
Sala gotycka w południowym skrzydle zamku

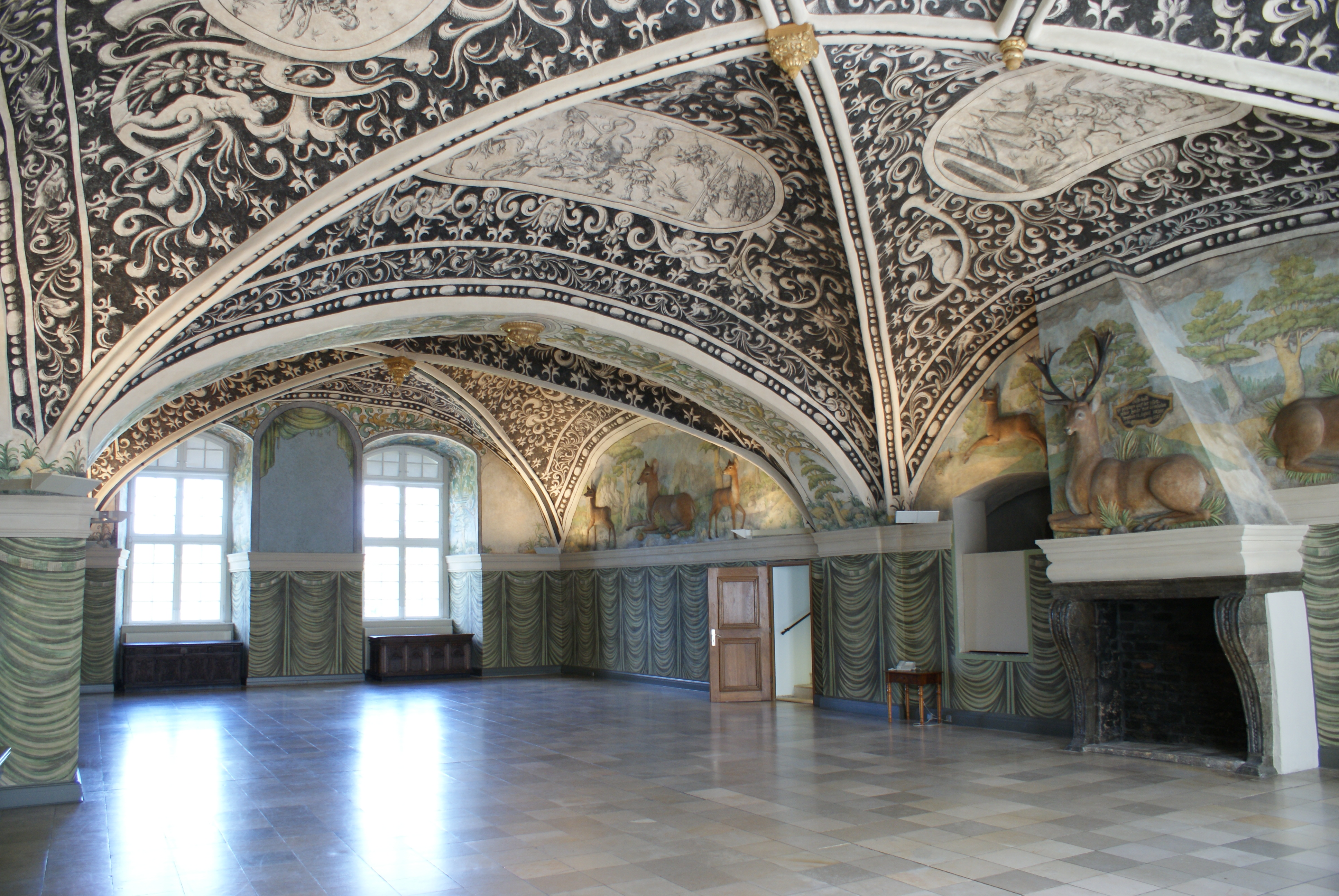
Hirschsaal (Sala Jeleni)

Gottorp, Gottorf – zamek w północnych Niemczech, w mieście Szlezwik (kraj związkowy Szlezwik-Holsztyn), zbudowany w XII w., rozbudowany w renesansową twierdzę, a następnie w barokową rezydencję otoczoną ogrodem. Dawna siedziba książąt Szlezwiku, a następnie książąt z jednej z linii dynastii oldenburskiej – Schleswig-Holstein-Gottorp. Obecnie siedziba kilku muzeów.

## Historia
Po raz pierwszy zamek wspominany jest w źródłach pod datą 1161, gdy biskupi szlezwiccy przenieśli tu swą siedzibę z innego, zniszczonego zamku. W 1268 roku biskupi dokonali zamiany, oddając zamek Gottorp książętom Szlezwiku. W 1340 roku panami zamku zostali hrabiowie Holsztyna z rodu Schaumburgów. Po ich wymarciu w 1459 roku zamek odziedziczyli Oldenburgowie, którzy krótko wcześniej sięgnęli po tron duński. Szczególne zamiłowanie do zamku okazywał król Fryderyk I Oldenburg, panujący na przełomie XV i XVI w. Jego staraniem powstało w 1530 roku zachodnie skrzydło zamku, będące jednym z głównych przykładów wczesnego renesansu w północnej Europie. Po podziale ojcowizny przez synów Fryderyka w 1544 roku zamek stał się siedzibą młodszej linii rodu, której użyczył swej nazwy: Schleswig-Holstein-Gottorp, i której stał się główną siedzibą. Za panowania księcia Holsztynu-Gottorp Fryderyka III w pierwszej połowie XVII w. zamek stał się ważnym europejskim centrum kulturalnym. Pełnił jednocześnie funkcję twierdzy, otoczony potężnymi fortyfikacjami.
Ostatnim rezydującym tu księciem był Fryderyk IV, za którego sprawą zamek uzyskał barokowy wygląd. Dokonano wówczas znacznej jego rozbudowy, który została przerwana po śmierci księcia w bitwie pod Kliszowem w 1702 roku. Wkrótce potem Szlezwik został anektowany przez Danię, a zamek Gottorp stał się siedzibą duńskiego namiestnika. Bogate zbiory sztuki przeniesiono wówczas do Kopenhagi. Z czasem zamek zaczął pełnić funkcję koszar, najpierw dla wojsk duńskich, potem pruskich. Zamek stopniowo niszczał, do czego przyczynił się także pożar i eksplozja prochu. 
Po II wojnie światowej przystąpiono do restauracji zamku i uczyniono zeń obiekt muzealny. 

## Stan obecny
Zamek Gottorp położony jest na niewielkiej wyspie w końcu długiej i wąskiej zatoki Schlei. Stan obecny zawdzięcza w największej mierze barokowej przebudowie z przełomu XVII i XVIII wieku. Z tego okresu pochodzi jego monumentalna południowa fasada zwieńczona wieżą zegarową, położona nad brzegiem zatoki. W skrzydle tym znajduje się monumentalna sala gotycka, pochodząca z ok. 1500 roku, o sklepieniu krzyżowo-żebrowym wspartym na ośmiu kolumnach. Z kolei na piętrze skrzydła północnego znajduje się szereg innych cennych pomieszczeń, w tym pięknie dekorowana Sala Jeleni (Hirschsaal, w dekoracjach pochodzących z końca XVI w. znajduje się wiele motywów łowieckich), Sala Błękitna (Blaue Saal ze sztukaterią przedstawiającą miasto Szlezwik z połowy XVII w.) czy także zdobiona stiukami Sala Biała (Weiße Saal). Obok znajduje się kaplica zamkowa, obejmująca dwie kondygnacje skrzydła, z dwiema rzeźbionymi drewnianymi emporami, zdobionymi malowidłami z życia Chrystusa. Pomiędzy nimi i na ich poziomie, przy ścianie północnej, znajduje się książęca sala modlitewna, której fasada stanowi wspaniały zabytek sztuki snycerskiej. 
Zamek służy jako siedziba dla dwóch muzeów: Archäologische Landesmuseum i Schleswig-Holsteinische Landesmuseum für Kunst und Kulturgeschichte. M.in. w jednym z budynków zamkowych eksponowana jest świetnie zachowana łódź morska z IV w. (Nydam-Boot).